# 黃韶
黃韶。字九成，號道南，浙江紹興府餘姚縣（今余姚市）人，明朝官員。

## 生平
天順三年（1459年）舉己卯科浙江鄉試，成化五年（1469年）已丑科三甲進士。歷官南京大理寺左评事、江西按察司僉事。

## 家族
曾祖敬中，祖士寧，父永昊，母徐氏。具慶下。弟九霄、九靈。娶朱氏。